# Księginice (powiat lubiński)
Księginice (do 1945 niem. Kniegnitz) – wieś w Polsce położona w województwie dolnośląskim, w powiecie lubińskim, w gminie Lubin.

## Podział administracyjny
W latach 1945–1954 siedziba gminy Księginice. W latach 1954–1968 wieś należała i była siedzibą władz gromady Księginice, po jej zniesieniu w gromadzie Lubin. W latach 1975–1998 miejscowość należała administracyjnie do województwa legnickiego.

## Zabytki
Do wojewódzkiego rejestru zabytków wpisane są:
- cmentarz ewangelicki, obecnie parafialny, z 1925 r.
- zespół pałacowy, z pierwszej połowy XIX w.
  - pałac rodziny Widnerów, neorenesansowy z około 1867 r. rozbudowany w 1902 r. piętrowy z dwoma dwupiętrowymi skrzydłami zwieńczonymi neobarokowymi szczytami, mieściła się w nim szkoła
  - park

## Komunikacja
Przez Księginice przebiega trasa linii nr 102 i 103 komunikacji miejskiej w Lubinie.
- Kierunek z Lubina do Księginic: 
  - dla linii nr 102: Księginice, Dąbrowa Górna
  - dla linii nr 103: Czerniec
- Kierunek z Księginic do Lubina:
  - dla linii nr 102: Gorzyca
  - dla linii nr 103: KGHM
- Przystanki we wsi:
  - Księginice
  - Księginice wieś NŻ